# Tragulus kanchil
Tragulus kanchil är ett partåigt hovdjur i släktet Tragulus inom familjen mushjortar som förekommer i Sydostasien.

## Taxonomi
Artens taxonomi var liksom klassificeringen av hela släktet länge omstridd. Exemplaren som ursprungligen användes för att beskriva släktets arter (arternas typer) finns inte kvar. Fram till början av 1940-talet betraktades mindre mushjort (Tragulus javanicus) som den större arten och de mindre släktmedlemmarna listades som Tragulus kanchil. Sedan upptäcktes att exemplaren på Java likaså är små. De större individerna flyttades till större mushjort (Tragulus napu) och Tragulus kanchil blev en av flera mindre arter medan Tragulus javanicus reserverades för individerna från Java. Undersökningarna är inte avslutade och vissa förändringar kan ske i framtiden.
Verket Mammal Species of the World från 2005 skiljer mellan 30 underarter, de flesta från mindre öar. Kanske utgör några av dessa arter.

## Utbredning
Utbredningsområdet sträcker sig från Laos, Vietnam, Kambodja och Thailand över Malackahalvön till Borneo och Sumatra samt till flera mindre öar i regionen. Oklart är om populationen i norra Thailand tillhör denna art. Tragulus kanchil lever i låglandet och i kulliga områden upp till 600 meter över havet. Habitatet utgörs av skogar, tillfälliga träskmarker och odlingsmark. På Malackahalvön besöks även mangrove. Växtligheten utgörs främst av dipterokarpväxter och ärtväxter. Arten saknas i områden med svedjebruk.

## Utseende
Av de sex honorna och åtta hannarna som ingick i en studie året 2004 var honorna med en kroppslängd (huvud och bål) av 44 till 56 cm och en svanslängd av 6,5 till 8,5 cm lite större än hannarna som hade en kroppslängd av 41 till 49 cm och en svanslängd av 6,0 till 9,0 cm. Hannarna hade en vikt mellan 1400 och 2300 g och de minsta honorna vägde 1600 g. Två honor var i hög grad dräktiga och de vägde 3200 g. Individerna hade 10 till 13 cm långa bakfötter och 3,5 till 5,0 cm stora öron.
Tragulus kanchil har styv päls med några taggiga hår inblandade. Arten har en vitaktig undersida med mörkare gula ställen på varje sida av mittlinjen. På ovansidan förekommer rödbrun päls som är mörkast till gråbrun på ryggens topp och några exemplar har en tydlig mörk strimma på nackens centrum. Nedanför strupen finns en brun tvärstrimma eller krage. Två mörka strimmor på den ljusa halsen bildar ett omvänd V.

## Ekologi
Denna mushjort är främst dagaktiv men ibland letar den på natten efter föda. När honan inte är brunstig lever varje exemplar ensam men reviren av olika kön överlappar varandra. Hannar har under hela vuxenlivet samma territorium men honor letar efter ett nytt revir före ungarnas födelse. I genomsnitt är honans revir 4,3 hektar stort och hannar har ett 5,9 hektar stort territorium. Medelvärdet för sträckan som en hona vandrar per dag är 575 meter och hannar är med cirka 520 meter per dag mindre rörliga.
Tragulus kanchil äter huvudsakligen nya växtskott, unga blad och frukter som hamnade på marken. Ifall individerna hittar en saltsten slickar de gärna.
Arten behöver inga täta ursprungliga skogar och enligt en studie från Malaysia var den talrikare i mer öppna skogar. Denna mushjort vistas gärna i växtligheten intill vattendrag. Flera exemplar dokumenterades i områden där Acacia mangium odlas.
Honor parar sig kort efter ungens födelse igen. De är så nästan hela vuxenlivet dräktiga. En hona har 2 till 3 ungar per år och dräktigheten varar i 140 till 177 dagar.

## Status
Liksom andra släktmedlemmar är Tragulus kanchil ett omtyckt jaktbyte, särskild i områden där större mushjort saknas. Jakten sker med snaror och gevär. Ett annat hot är landskapsförändringar där skogar får en fläckvis utbredning vad som isolerar populationerna från varandra. Antalet exemplar som säljs per år på marknader i södra Vietnam var ungefär lika under 1990-talet och början av 2000-talet och därför antas att Tragulus kanchil inte är sällsynt i regionen. Oklart är om alla individer kom från närområdet. I nationalparker i Thailand och på Borneo dokumenterades många exemplar. Allmänt saknas data för att bedöma hela beståndets utveckling. Arten har bra förmåga att återhämta sig i skyddszoner på grund av kort generationslängd. IUCN listar Tragulus kanchil som livskraftig (LC).